# Фернандес, Энцо
Энцо Херемиас Фернандес (исп. Enzo Jeremías Fernández; род. 17 января 2001, Буэнос-Айрес) — аргентинский футболист, полузащитник английского клуба «Челси» и сборной Аргентины. Чемпион мира 2022 года, лучший молодой игрок чемпионата мира 2022 года.

## Клубная карьера
Родился 17 января 2001 года в Сан-Мартине (Большой Буэнос-Айрес) в многодетной семье. Его отец был поклонником уругвайского нападающего Энцо Франческоли и назвал сына в его честь. Уже в возрасте пяти лет Фернандеса, игравшего за местную детскую команду, заметил скаут «Ривер Плейта» Пабло Эскивель, который убедил родителей отдать Энцо в академию клуба. В 17 лет Фернандес начал тренироваться с резервной командой, а в 2019 году тренер «Ривера» Марсело Гальярдо стал привлекать полузащитника к работе с главной командой. За «миллионеров» Энцо дебютировал 4 марта 2020 года в матче Кубка Либертадорес против «ЛДУ Кито», в котором Фернандес заменил Сантьяго Сосу.
В августе 2020 года Фернандес отправился в полуторагодичную аренду в клуб «Дефенса и Хустисия» для получения игровой практики. 17 сентября 2020 года дебютировал за клуб в матче Кубка Либерадорес против «Дельфина». Энцо хорошо проявил себя в новой команде, закрепился в основном составе и помог «ястребам» одержать победу в Южноамериканском кубке.
Летом 2021 года «Ривер Плейт» договорился о досрочном прекращении аренды Фернандеса. 14 августа 2021 года Энцо забил свой первый гол за «Ривер Плейт» в матче против клуба «Велес Сарсфилд». После возвращения из аренды Фернандес демонстрировал качественную игру и спустя четыре месяца получил вызов в сборную. В декабре 2021 года продлил контракт с «Ривер Плейт» до 2025 года.
14 июля 2022 года Фернандес, набравший отличную форму в первой половине года, перешёл в лиссабонскую «Бенфику» за 10 млн евро (ещё 8 млн евро было предусмотрено в виде бонусов). Согласно условиям соглашения, «Ривер Плейт» получит 25 % от суммы будущей продажи игрока. В «Бенфике» Фернандес получил футболку с номером «13», которую носил легендарный нападающий Эйсебио. 2 августа 2022 года дебютировал за «Бенфику», выйдя в стартовом составе в матче третьего квалификационного раунда Лиги чемпионов УЕФА против «Мидтьюлланна» и отличился забитым мячом после дальнего удара. 5 августа 2022 года забил гол в своём дебютном матче в португальской Примейра-лиге против «Ароки». Быстро адаптировавшись в новом клубе, Энцо демонстрировал уверенную игру в национальном первенстве и в матчах Лиги чемпионов, благодаря чему привлёк к себе внимание скаутов «Манчестер Юнайтед», «Манчестер Сити» и «Ливерпуля» и получил вызов в сборную на чемпионат мира в Катаре.
В последний день зимнего трансферного окна 31 января 2023 года Фернандес перешёл в английский клуб «Челси», подписав восьмилетний контракт. Стоимость трансфера составила 121 млн евро (106,8 млн фунтов), что стало трансферным рекордом для Великобритании.

## Карьера в сборной
В 2019 году провёл два матча за сборную Аргентины до 20 лет на турнире в Алькудии.
В ноябре 2021 года получил свой первый вызов в главную сборную Аргентины. 24 сентября 2022 года дебютировал за сборную Аргентины в матче против сборной Гондураса.
В ноябре Фернандес был включён Лионелем Скалони в заявку национальной сборной на чемпионат мира в Катаре. В первом туре он вышел на замену Леандро Паредесу на 59-й минуте, но не смог помочь своей команде избежать сенсационного поражения от Саудовской Аравии. В следующей игре против сборной Мексики Фернандес вновь вышел на замену во втором тайме, а на 87-й минуте забил второй гол аргентинцев после розыгрыша углового с передачи капитана Лионеля Месси, став вторым в списке самых молодых аргентинцев (после Месси), забивавших на чемпионатах мира. 3 декабря в матче 1/8 финала против сборной Австралии Фернандес забил гол в свои ворота. После победы над сборной Хорватии в полуфинале Фернандес помог аргентинцам сыграть вничью в основное и дополнительное время в финальном матче против сборной Франции, который завершился победой Аргентины в серии послематчевых пенальти. Энцо Фернандес стал чемпионом мира, а также был признан лучшим молодым игроком чемпионата мира в Катаре.

## Статистика выступлений
| Клуб                        | Сезон            | Лига | Лига | Кубок страны | Кубок страны | Кубок лиги | Кубок лиги | Континент. кубки | Континент. кубки | Прочие | Прочие | Итого | Итого |
| Клуб                        | Сезон            | Игры | Голы | Игры         | Голы         | Игры       | Голы       | Игры             | Голы             | Игры   | Голы   | Игры  | Голы  |
| --------------------------- | ---------------- | ---- | ---- | ------------ | ------------ | ---------- | ---------- | ---------------- | ---------------- | ------ | ------ | ----- | ----- |
| Ривер Плейт                 | 2019/20          | 0    | 0    | 0            | 0            | 0          | 0          | 1                | 0                | —      | —      | 1     | 0     |
| Ривер Плейт                 | 2021             | 20   | 2    | 0            | 0            | —          | —          | 3                | 0                | 1      | 0      | 24    | 2     |
| Ривер Плейт                 | 2022             | 20   | 8    | 0            | 0            | —          | —          | 6                | 2                | 0      | 0      | 26    | 10    |
| Ривер Плейт                 | Итого            | 40   | 10   | 0            | 0            | 0          | 0          | 10               | 2                | 1      | 0      | 51    | 12    |
| Дефенса и Хустисия (аренда) | 2020/21          | 4    | 0    | 2            | 0            | 1          | 0          | 10               | 1                | —      | —      | 17    | 1     |
| Дефенса и Хустисия (аренда) | 2021             | 10   | 0    | 0            | 0            | —          | —          | 4                | 0                | 2      | 0      | 16    | 0     |
| Дефенса и Хустисия (аренда) | Итого            | 14   | 0    | 2            | 0            | 1          | 0          | 14               | 1                | 2      | 0      | 33    | 1     |
| Бенфика                     | 2022/23          | 17   | 1    | 3            | 1            | 0          | 0          | 9                | 2                | —      | —      | 29    | 4     |
| Бенфика                     | Итого            | 17   | 1    | 3            | 1            | 0          | 0          | 9                | 2                | 0      | 0      | 29    | 4     |
| Челси                       | 2022/23          | 18   | 0    | 0            | 0            | 0          | 0          | 4                | 0                | —      | —      | 22    | 0     |
| Челси                       | 2023/24          | 28   | 3    | 5            | 2            | 7          | 2          | 0                | 0                | —      | —      | 40    | 7     |
| Челси                       | 2024/25          | 14   | 3    | 0            | 0            | 1          | 0          | 4                | 0                | —      | —      | 19    | 3     |
| Челси                       | Итого            | 60   | 6    | 5            | 2            | 8          | 2          | 8                | 0                | 0      | 0      | 81    | 10    |
| Всего за карьеру            | Всего за карьеру | 131  | 17   | 10           | 3            | 9          | 2          | 41               | 5                | 3      | 0      | 194   | 27    |

## Достижения

### Командные
«Дефенса и Хустисия»
- Обладатель Южноамериканского кубка: 2020
- Обладатель Рекопы Южной Америки: 2021

«Ривер Плейт»
- Чемпион Аргентины: 2021

«Бенфика»
- Чемпион Португалии: 2022/23

«Челси»
- Победитель Лиги конференций УЕФА: 2024/25
- Победитель Клубного чемпионата мира: 2025

Сборная Аргентины
- Чемпион мира: 2022
- Обладатель Кубка Америки: 2024

### Личные
- Лучший молодой игрок чемпионата мира: 2022[26]
- Полузащитник месяца в Примейра-лиге (2): август 2022[27], октябрь/ноябрь 2022[28]
- Вошëл в символическую сборную Лиги конференций УЕФА: 2024/25[29]

## Личная жизнь
Фернандеса назвали в честь уругвайского футболиста Энцо Франческоли, так как отец Энцо был большим поклонником уругвайского игрока.